# Youth in the Shade
Youth in the Shade es el álbum debut y primer EP del grupo surcoreano Zerobaseone. La discográfica del grupo, WakeOne, lo lanzó el 10 de julio de 2023. Contiene seis canciones, entre ellas el sencillo principal «In Bloom».

## Antecedentes y lanzamiento
Zerobaseone se formó mediante el programa Boys Planet, que se transmitió desde el 2 de febrero hasta el 20 de abril de 2023. La alineación final del grupo se anunció en el episodio final del 20 de abril.
El sencillo principal «In Bloom» hace sampling de la canción «Take On Me» de la banda noruega A-ha. WakeOne publicó el video musical del sencillo y el álbum el 10 de julio. El mismo día, el grupo realizó una conferencia de prensa en Gwangjin-gu.

## Desempeño comercial
Las ventas del EP superaron las 780 000 copias en cinco días y 1.08 millones en 13 días, por lo que rompió el récord álbum del debut de un artista de K-pop con mayor número de pedidos anticipados.

## Lista de canciones
| N.º   | Título                       | Letras | Música                                                                               | Arreglos                                                | Duración |  |
| 1.    | «Back to Zerobase»           | Jo Yoon-kyung, Danke, Seo Ji-eum, Seulli (MUMW) y Yi Yi-jin | Will Lansley (Punctual), John Morgan (Punctual), Jordan Shaw y Danny Shah            | Lansley, Morgan, Shaw y Shah                            | 2:45     |  |
| 2.    | «In Bloom»                   | Seo Young-joon, Danke, Jo, Yi, Seo, Rum (MUMW) y Jeon Hye-hyung (MUMW) | Imsuho, Niko, MLC y Gabriel Brandes                                                  | Imsuho y Niko                                           | 3:00     |  |
| 3.    | «New Kidz on the Block»      | Jo | Imsuho (Ntrophy/P.Maker), Niko (Ntrophy/P.Maker) y Andreas Ohrn                      | Imsuho y Niko                                           | 3:32     |  |
| 4.    | «And I» (우주먼지)           | Jeong Se-hee (MUMW) y Young (MUMW) | Val Del Prete (Artiffect), Moon Kim, Nild (MonoTree), Lee Seung-hoon, Haring y Orom  | Nild, Lee, Haring y Orom                                | 3:15     |  |
| 5.    | «Our Season»                 | Ji In (PNP), Jung Yeon-ji (Artiffect), Yoon Na-ra (Artiffect), Yoo Ga-young (Artiffect), Vendors (Collin), Alphabet (153/Joombas), Kim So-ha (Artiffect), Kim Hye-jeong (PNP), Yoon (Artiffect), Jung Ha-ri & Choi Bo-ra (153/Joombas), Na Jung-ah (153/Joombas), Song Yoo (Artiffect) y Cian (Artiffect) | El Capitxn, Andy Love, Vendors (Prnce), Vendors (Chiller), Vendors (Collin) y Haring | El Capitxn, Vendors (Prnce), Haring y Vendors (Chiller) | 2:57     |  |
| 6.    | «Always» (Solo de Zhang Hao) | Yi | Imsuho, Niko, Dr. Han (Ntrophy/P.Maker), Julie Yu y Elias Öberg                      | Imsuho, Niko y Dr. Han                                  | 2:09     |  |
| 17:42 |                              | |                                                                                      |                                                         |          |  |

## Posicionamiento en listas

#### Semanales
| Listas (2023)      | Mejor posición |
| ------------------ | -------------- |
| Japón (Hot Albums) | 12             |
| Japón (Oricon)     | 2              |